# 稲葉正次
稲葉 正次（いなば まさつぐ）は、江戸時代前期の旗本。稲葉正成の長男。
稲葉正成の正室の子で嫡男であったため、本来なら父の遺領を継ぐはずだったが、継母の福（春日局、稲葉重通養女で斎藤利三の娘）が徳川家光の乳母となったため、嫡子の座を異母弟で福の生んだ正勝に譲ることとなった。
元和4年（1618年）、徳川秀忠に召し出され5,000石の所領を与えられる。寛永5年（1628年）、死去。
嫡男・正能が僅か3歳であったため、遺領は弟・正吉が相続するが、正能も後に旗本として召し出され、初の日光奉行を務めるなど活躍。子孫は旗本として存続した。